# Finissage (Veranstaltung)

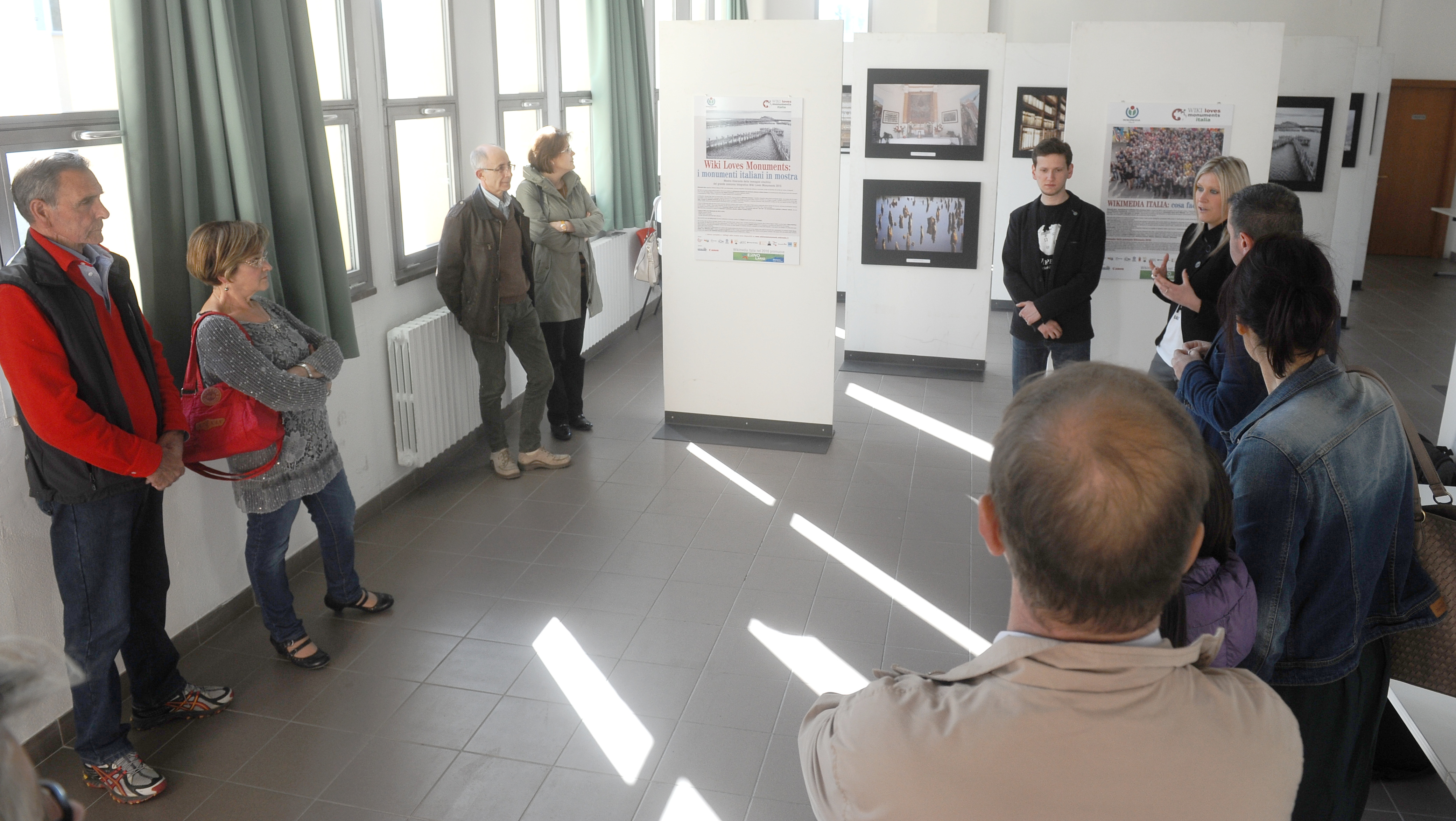
Mostra Wiki Loves Monuments Italia – Baselga di Piné – Finissage 2016

Die Finissage ([finɪˈsaːʒə], von französisch fini ‚beendet‘) ist ein festlicher Anlass zum Abschluss einer Ausstellung oder anlässlich der Schließung einer öffentlich zugänglichen Institution (etwa einer Galerie). Sie bildet damit das Gegenstück zur Vernissage. Beide wenden sich oftmals an ein ausgewähltes Publikum, um das Medieninteresse und die Aufmerksamkeit auf die Gegenstände der Ausstellung zu lenken. Zudem findet bei größeren Ausstellungen vereinzelt zur Halbzeit eine Midissage statt.